# 九蒸九曬
九蒸九曬是一種傳統的炮製藥材方式。利用反覆的蒸曬過程，來調和陰陽，去除藥材的雜質與偏性，減緩副作用。
雖工法繁複，已越來越少人採用，但仍有其價值，以淬煉出更符合人體需求的效果。

## 應用藥材

### 地黃

#### 方式
用人間的火「蒸煮」地黃，而後再用天上火「曝曬」地黃，控制適當的蒸煮火侯和曝曬時間長短，來完成整個熟地的製程。

#### 目的
生地黃本身性寒，容易早成胃部不適。透過太陽的「陽」調和以水蒸氣身的「陰」，反覆九次，讓地黃得以從原本生涼的性質，轉為溫性。也能讓地黃本身的甜味跑出來。製成熟地後，在中醫觀點上，熟地能滋陰補血、補腎益精；在西醫上，則能補充聚醣、多醣、胺基酸等身體所需的維生素。

### 何首烏

#### 方式
首烏片、或塊，用以黑豆汁拌勻，九蒸九曬至首烏完全呈現黑色為止。

#### 目的
經過九蒸九曬的炮製過後，能使原本導致腹瀉的物質水解。且加強養腎的功效。

### 黃精

#### 方式
將黃精清洗，去除雜質後，將黃精放進釜上，將蓋子蓋上，等蒸氣全無，再進行曝曬。反覆九次。

#### 目的
透過蒸的過程將黃精本身容易刺激咽喉的成分消除，再透過曝曬，使得藥材能不容易腐壞。